# Komenda Rejonu Uzupełnień Łódź Miasto II

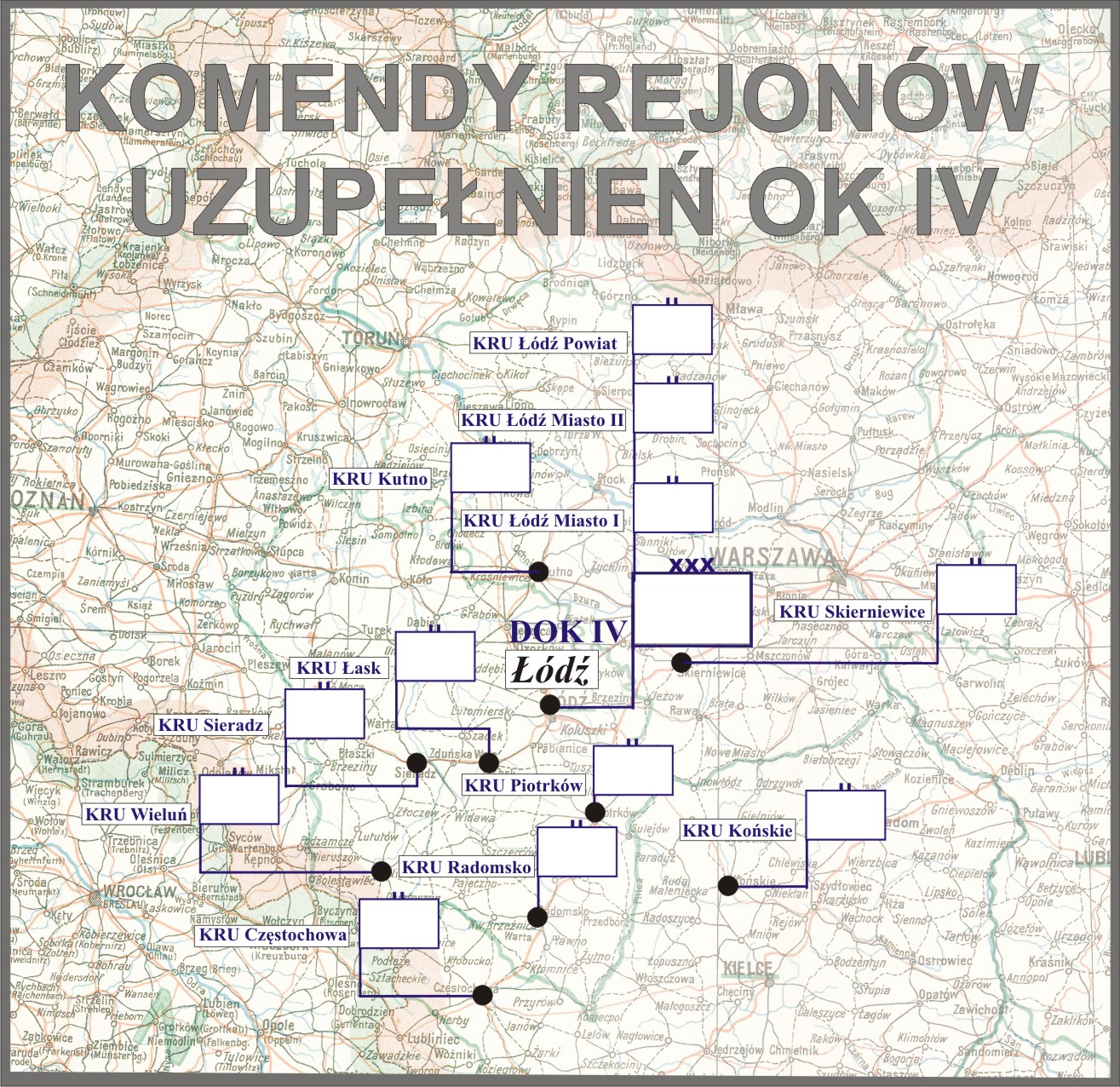
Komendy rejonów uzupełnień OK III

Komenda Rejonu Uzupełnień Łódź Miasto II (KRU Łódź Miasto II) – organ właściwy w sprawach uzupełnień Sił Zbrojnych II Rzeczypospolitej i administracji rezerw w powierzonym mu rejonie.

## Historia komendy
Z dniem 1 października 1927 roku na terenie Okręgu Korpusu Nr IV została utworzona Powiatowa Komenda Uzupełnień Łódź II obejmująca część miasta Łodzi. Równocześnie dotychczasowa PKU Łódź Miasto została przemianowana na PKU Łódź Miasto I.
PKU Łódź Miasto II funkcjonowała na podstawie ustawy z dnia 23 maja 1924 roku o powszechnym obowiązku służby wojskowej oraz rozporządzeń wykonawczych do tejże ustawy, a także „Tymczasowej instrukcji służbowej dla PKU”, wprowadzonej do użytku rozkazem MSWojsk. Dep. Piech. L. 100/26 Pob.
Zadania i organizacja PKU określone zostały w wydanej 27 maja 1925 roku instrukcji organizacyjnej służby poborowej na stopie pokojowej. W skład PKU Łódź Miasto II wchodziły dwa referaty: I) referat administracji rezerw i II) referat poborowy.
W marcu 1930 roku PKU Łódź Miasto II nadal podlegała Dowództwu Okręgu Korpusu Nr IV i administrowała częścią miasta Łodzi obejmującą komisariaty Policji Państwowej nr I, IV, VI, VII, X, XII, XIII i XIV. W grudniu tego roku PKU Łódź Miasto II posiadała skład osobowy typu I.
31 lipca 1931 roku gen. dyw. Kazimierz Fabrycy, w zastępstwie ministra spraw wojskowych, rozkazem B. Og. Org. 4031 Org. wprowadził zmiany w organizacji służby poborowej na stopie pokojowej. Zmiany te polegały między innymi na zamianie stanowisk oficerów administracji w PKU na stanowiska oficerów broni (piechoty) oraz zmniejszeniu składu osobowego PKU typ I–IV o jednego oficera i zwiększeniu o jednego urzędnika II kategorii. Liczba szeregowych zawodowych i niezawodowych oraz urzędników III kategorii i niższych funkcjonariuszy pozostała bez zmian.
1 lipca 1938 roku weszła w życie nowa organizacja służby poborowej, zgodnie z którą dotychczasowa PKU Łódź Miasto II została przemianowana na Komendę Rejonu Uzupełnień Łódź Miasto II przy czym nazwa ta zaczęła obowiązywać 1 września 1938 roku, z chwilą wejścia w życie ustawy z dnia 9 kwietnia 1938 roku o powszechnym obowiązku wojskowym.
Komendant rejonu uzupełnień w sprawach dotyczących uzupełnień Sił Zbrojnych i administracji rezerw podlegał bezpośrednio dowódcy Okręgu Korpusu Nr IV. Rejon uzupełnień nie uległ zmianie. Komenda prowadziła ewidencję wszystkich oficerów z obszaru miasta Łodzi, powiatu łódzkiego i powiatu brzezińskiego.

## Obsada personalna
Poniżej przedstawiono wykaz oficerów zajmujących stanowisko komendanta Powiatowej Komendy Uzupełnień i komendanta rejonu uzupełnień oraz wykaz oficerów pełniących służbę w PKU i KRU Łódź Miasto II, z uwzględnieniem najważniejszej zmiany organizacyjnej przeprowadzonej w 1938 roku.
| Komendanci                          | Komendanci              | Komendanci                                |
| ----------------------------------- | ----------------------- | ----------------------------------------- |
| stopień, imię i nazwisko            | okres pełnienia funkcji | kolejne stanowisko służbowe (dalsze losy) |
| mjr piech. Eugeniusz Sypniewski     | VII 1927 – IV 1928      | komendant PKU Łańcut                      |
| ppłk piech. Jan Balsewicz           | IV 1928 – XI 1932       | dyspozycja dowódcy OK IV                  |
| mjr piech. Zygmunt Brockhusen       | 1933 – III 1934         | dyspozycja dowódcy OK IV                  |
| mjr dypl. kaw. Mieczysław Biernacki | VI 1934 – 1937          | kierownik referatu w WBH                  |
| ppłk piech. Adam Haberling          | 1938 – IX 1939          | komendant miasta Łuck †19 IX 1939         |

| Obsada pozostałych stanowisk funkcyjnych PKU w latach 1927–1938 | Obsada pozostałych stanowisk funkcyjnych PKU w latach 1927–1938 | Obsada pozostałych stanowisk funkcyjnych PKU w latach 1927–1938 | Obsada pozostałych stanowisk funkcyjnych PKU w latach 1927–1938 |
| --------------------------------------------------------------- | --------------------------------------------------------------- | --------------------------------------------------------------- | --------------------------------------------------------------- |
| kierownik I referatu administracji rezerw i zastępca komendanta | mjr piech. Ludwik Steinbach                                     | X 1927 – IV 1928                                                | kierownik I referatu PKU Chełm                                  |
| kierownik I referatu administracji rezerw i zastępca komendanta | mjr art. Tadeusz Hoszard                                        | IX 1928 – VIII 1929                                             | dyspozycja dowódcy OK IV                                        |
| kierownik I referatu administracji rezerw i zastępca komendanta | mjr piech. Zygmunt Brockhusen                                   | III 1930 – IX 1933                                              | komendant PKU                                                   |
| kierownik I referatu administracji rezerw i zastępca komendanta | kpt. piech. Andrzej Ziobro                                      | IX 1933 – 1934                                                  | DOK IV                                                          |
| kierownik I referatu administracji rezerw i zastępca komendanta | kpt. art. Władysław Kowalczuk                                   | 1934 – 1938                                                     | kierownik I referatu KRU                                        |
| kierownik II referatu poborowego                                | por. kanc. Stefan Zamojski                                      | VII 1927 – IX 1930                                              | PKU Łódź Miasto I                                               |
| kierownik II referatu poborowego                                | kpt. piech. Kazimierz Józef Zwolennik                           | do 1 VIII 1932                                                  | PKU Tarnopol                                                    |
| kierownik II referatu poborowego                                | kpt. piech. Andrzej Ziobro                                      | 15 VII 1932 – IX 1933                                           | kierownik I referatu                                            |
| kierownik II referatu poborowego                                | por. piech. Jan Zdanowski vel Klepka                            | od IX 1933                                                      |                                                                 |
| referent                                                        | por. kanc. Bronisław Jóźwiak                                    | od VII 1927, był w 1928                                         |                                                                 |
| Obsada pozostałych stanowisk funkcyjnych KRU w latach 1938–1939 |                                                                 |                                                                 |                                                                 |
| kierownik I referatu ewidencji                                  | kpt. art. Władysław Kowalczuk                                   | 1938 – 1939                                                     |                                                                 |
| kierownik II referatu uzupełnień                                | kpt. adm. (piech.) Władysław Marceli Radziszewski               | 1939                                                            | †1940 Katyń                                                     |